# Kōichi Kido
El marqués Kōichi Kido (木戸幸一 Kido Kōichi?, 18 de julio de 1889 - 6 de abril de 1977), sirvió como Señor Guardián del Sello Privado desde 1940 hasta 1945, y fue el consejero más cercano al emperador Showa durante la Segunda Guerra Mundial.

## Biografía
Kōichi Kido nació el 18 de julio de 1889 en Akasaka, Tokio, hijo de Takamasa Kido y Sueko Yamao. Era el nieto de Kido Takayoshi, uno de los líderes de la Restauración Meiji. Después de graduarse de la Escuela Gakushuin Peer en Tokio, fue a la escuela de derecho de la Universidad de Kioto, donde el economista marxista Hajime Kawakami fue uno de sus profesores. Después de graduarse en 1915, ocupó numerosos puestos burocráticos menores en el Ministerio de Agricultura y Comercio, seguido por el Ministerio de Comercio e Industria. Junto con Shinji Yoshino y Nobusuke Kishi, fue uno de los arquitectos de la Ley de Control de Industrias Estratégicas de 1931, que preparó el escenario para el control estatal de numerosas industrias durante la creciente militarización de Japón en la década de 1930. Kido se convirtió en secretario jefe del Ministerio del Interior en 1930.[1]
Cuando su amigo Fumimaro Konoe fue nombrado primer ministro de Japón en 1937, Kido fue nombrado ministro de Educación.[2] Desde enero de 1938, ocupó simultáneamente el cargo de ministro de Salud y Bienestar. En enero de 1939, Kido fue nombrado ministro del Interior en el gabinete de Hiranuma Kiichirō. Como Señor Guardián del Sello Privado de Japón desde 1940, Kido se convirtió en uno de los asesores más influyentes del Emperador Hirohito tras la muerte de Saionji Kinmochi. Le recomendó a Hirohito que Konoe suceda a Mitsumasa Yonai para un segundo mandato como primer ministro de Japón y estuvo activo con Konoe en el movimiento para reemplazar los partidos políticos existentes con la Taisei Yokusankai (Asociación de Asistencia de la Regla Imperial) para formar un solo estado del partido.
En 1941, Kido recomendó que Hideki Tōjō se convirtiera en primer ministro después del tercer mandato de Konoe, como una de las pocas personas elegibles que podrían mantener el control sobre elementos más radicales dentro del Ejército Imperial Japonés.[3]
En el Tribunal Penal Militar Internacional para el Lejano Oriente celebrado en Tokio después de la guerra, Kido fue acusado como un criminal de guerra de clase A. Inicialmente intentó declararse culpable para proteger al emperador asumiendo toda la responsabilidad de las decisiones imperiales que abogaban por la guerra. Su diario personal, guardado en detalle desde 1930, se entregó voluntariamente a la fiscalía, y se convirtió en un documento importante para determinar el funcionamiento interno del gobierno japonés durante la guerra, y la fiscalía a menudo lo citó como evidencia contra los acusados, incluido el mismo Kido.[4] Fue declarado culpable y sentenciado a cadena perpetua en la prisión de Sugamo, Tokio.
En 1953, debido a problemas de salud, Kido fue liberado de prisión. Vivió el resto de su vida en Oiso, Prefectura de Kanagawa, y tenía un departamento en Aoyama, Tokio. Murió a los 87 años de cirrosis hepática en el hospital de la Agencia Imperial de Hogares en Tokio en 1977. Su tumba está en el cementerio de Tama.
- Datos: Q699712
- Multimedia: Kōichi Kido / Q699712